# Janet Waldo
Jeanette Marie Waldo, detta Janet (Yakima, 4 febbraio 1919 – Los Angeles, 12 giugno 2016), è stata un'attrice e doppiatrice statunitense, attiva al cinema, in radio e in televisione.
La sua carriera, inizialmente decollata grazie alla partecipazione come attrice a film cinematografici, durante gli anni trenta e quaranta del XX secolo, e proseguita in seguito come attrice televisiva e soprattutto radiofonica, durante gli anni cinquanta, a partire dai primi anni sessanta si è infine orientata stabilmente sul ruolo di doppiatrice, in particolare di serie televisive di animazione.
È nota soprattutto per aver interpretato, tra gli altri, i personaggi di: Judy Jetson e Penelope Pitstop, in varie opere Hanna-Barbera; Lana Lang, in varie serie animate tratte dai fumetti DC Comics; Jerry, in vari cortometraggi della serie Tom & Jerry; Nancy, in Shazzan; la principessa, in Gatchaman - Battaglia dei pianeti; Josie McCoy, in Josie e le Pussycats; Mayda Munny in Richie Rich. Ha inoltre prestato la voce ai personaggi di Mortiria Addams e della Nonna nella serie animata del 1973 La famiglia Addams, ispirata ai personaggi della Famiglia Addams creata nel 1939 da Charles Addams per le sue vignette sul periodico The New Yorker. In radio è nota soprattutto per aver interpretato il personaggio di Corliss Archer, protagonista della serie Meet Corliss Archer.

## Biografia
Jeanette Marie Waldo nasce a Yakima, nello stato di Washington. La madre, Jane Althea Blodgett, era una cantante formatasi al Boston Conservatory of Music, e suo padre, Benjamin Franklin Waldo, era, secondo la tradizione della famiglia Waldo, un lontano cugino di Ralph Waldo Emerson. Ha un fratello e due sorelle maggiori, una delle quali, Elisabeth, è una violinista, compositrice, direttrice d'orchestra, nonché un'etnomusicologa, considerata un'autorità in materia di musica precolombiana, è inoltre apparsa nel film Song of Mexico del 1945. Jeanette Waldo frequenta l'Università del Washington, dove la sua interpretazione in uno spettacolo teatrale studentesco le vale un premio e la porta all'attenzione di Bing Crosby. Un talent scout della Paramount Pictures, che all'epoca lavora con Crosby, la fa partecipare a un provino che la porta a sottoscrivere contratto con lo studio cinematografico.
Janet Waldo comincia la propria carriera cinematografica ottenendo piccole parti in diversi film, spesso non accreditata, sebbene sia protagonista di tre western, due dei quali con Tim Holt. La sua grande occasione arriva alla radio, quando ottiene una parte in Lux Radio Theater di Cecil B. DeMille. Durante la sua carriera radiofonica presta spesso la voce in numerosi programmi, tra i quali Big Town di Edward G. Robinson, The Eddie Bracken Show, Favorite Story, Four Star Playhouse, The Gallant Heart, One Man's Family, Sears Radio Theater e Stars over Hollywood, interpretando numerosi personaggi, tra cui Joanne Allen e la signora Hodges nel programma radiofonico Adventures in Odyssey, prodotto da Focus on the Family.

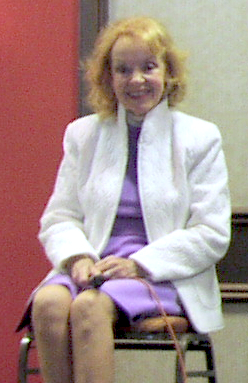
Janet Waldo nel 2009

Recita insieme a Jimmy Lydon nella sitcom radiofonica della CBS Young Love (1949-50) e ottiene ruoli ricorrenti in The Adventures of Ozzie and Harriet, dove interpreta l'adolescente Emmy Lou, The Red Skelton Show e People Are Funny. Con il cantante jazz Mel Tormé e il suo gruppo vocale, i Mel-Tones, registra alcuni brani musicali. Il suo ruolo dell'adolescente Corliss Archer nella serie della CBS Meet Corliss Archer, durata otto anni, lascia un segno indelebile nella sua carriera, sebbene Shirley Temple la impersoni negli adattamenti cinematografici Non parlare baciami! e Bella e bugiarda. Il programma radiofonico è la risposta della CBS al popolare programma della NBC A Date with Judy. Janet Waldo rifiuta successivamente l'offerta di interpretare Corliss Archer nell'adattamento televisivo omonimo, in cui il ruolo viene poi assegnato ad Ann Baker. Nel luglio 1948 la Fox Feature Syndicate pubblica tre numeri del fumetto Meet Corliss Archer, che raffigura il personaggio di Corliss Archer con le fattezze di Janet Waldo, riciclando alcune sceneggiature originali della serie radiofonica.
Nel 1952 Janet Waldo appare in televisione interpretando Peggy, un'adolescente innamorata di Ricky Ricardo, nell'episodio della serie televisiva con protagonista Lucille Ball, Lucy ed io, intitolato The Young Fans, al fianco di Richard Crenna. All'epoca ha 33 anni. Dieci anni dopo, lavora nuovamente con Lucille Ball, questa volta interpretando la sorella di Lucy Carmichael, Marge, nella serie Lucy Show, nell'episodio Lucy's Sister Pays a Visit. Appare anche in un episodio di The Andy Griffith Show, dove interpreta il ruolo Amanda. Janet Waldo riprende poi il ruolo di Emmy Lou in alcuni dei primi episodi televisivi della serie The Adventures of Ozzie and Harriet. In seguito è la protagonista femminile al fianco di Anthony Franciosa nella sitcom di breve durata Valentine's Day (1964).
Nei primi anni sessanta passa al doppiaggio di opere di animazione televisive. Interpreta il personaggio di Judy Jetson, la giovane figlia dei Jetson in tutte le versioni della serie televisiva Hanna-Barbera I pronipoti (The Jetsons). Tra il 1964 e il 1966, interpreta il personaggio di Perla Slaghoople ne Gli antenati (The Flintstones), personaggio che era originariamente interpretato da Verna Felton. Janet Waldo riprendera il ruolo della signora Slaghoople nei film per la televisione dei Flintstones degli anni novanta I Flintstones - Yabba Dabba Do! e Flintstones - Lieto evento a Hollyrock. In seguito presta la voce ai personaggi di Nancy nella serie animata Shazzan; di Granny Sweet in The Atom Ant/Secret Squirrel Show; di Josie McCoy in Josie e le Pussycats e Josie and the Pussycats in Outer Space; a Penelope Pitstop in Wacky Races e Le avventure di Penelope Pitstop. In seguito partecipa come guest star in Thundarr il barbaro, dove interpreta il di Circe nell'episodio Island of the Body Snatchers.
Nel 1973 presta la voce sia al personaggio di Morticia Addams (nel doppiaggio italiano rinominata Mortiria Addams) che alla Nonna nella serie animata di breve durata La famiglia Addams, ispirata ai personaggi de La famiglia Addams, creati da Charles Addams a partire dal 1939 per le sue vignette sul periodico The New Yorker. Nel 1976 presta la voce al personaggi di Beth Crane, una discendente di Ichabod Crane, nell'episodio Cavaliere senza testa della serie animata The Scooby-Doo Show e quello di Aggie Wilkins/Strega McCoy nell'episodio Scooby-Doo e la strega di Ozark del 1977. L'anno seguente presta la voce al personaggio di Arlene Wilcox, sorella gemella della Strega di Salem, e alla strega nell'episodio To Switch a Witch della terza stagione della serie animata Scooby-Doo! Dove sei tu? del 1978. Janet Waldo ha prestato la voce anche alla Principessa e a Susan nella versione in lingua inglese dell'anime giapponese Gatchaman - Battaglia dei pianeti e a Hogatha nella serie animata I Puffi.
Nel 1990, poco dopo aver terminato il doppiaggio prestando la voce al personaggio di Judy Jetson nel film di animazione I pronipoti - Il film, viene bruscamente sostituita nel ruolo dalla pop star Tiffany. La decisione della Universal Pictures spinge il direttore del casting Andrea Romano a dichiarare che si è trattato di "un errore enorme sotto molti aspetti" e a chiedere che il proprio nome venga rimosso dai titoli di coda del film. Nonostante la sua posizione sul cambio di cast, Romano riceve tonnellate di lettere di odio. Il direttore del doppiaggio Gordon Hunt avrebbe chiesto a Tiffany di interpretare il personaggio di Waldo. Secondo Iwao Takamoto, al momento dell'uscita del film, la fama di Tiffany è ormai svanita. Ha ironizzato dicendo: "La battuta finale, ovviamente, è che quindici anni dopo, Janet Waldo sta ancora lavorando, mentre per la maggior parte delle persone il nome "Tiffany" fa automaticamente venire in mente una lampada." Alla fine, Janet Waldo sistemò i rapporti con Hanna-Barbera e continuò a recitare nella loro serie televisiva. La versione cinematografica de I pronipoti fu una delusione al botteghino e un fiasco critico, con la maggior parte delle recensioni negative rivolte alla recitazione di Tiffany e alla sostituzione della voce originale di Judy Jetson.
Nel 2011 le viene diagnosticato un tumore al cervello, benigno ma non operabile. Janet Waldo muore il 12 giugno 2016, all'età di 97 anni.

## Vita privata
Il 1° aprile 1948, Waldo sposa il drammaturgo Robert E. Lee, socio in affari di Jerome Lawrence. La coppia ha due figli e rimane sposata fino alla morte di lui avvenuta nel 1994.

## Filmografia

### Attrice

#### Cinema
- Cocoanut Grove, regia di Alfred Santell (1938) - non accreditata
- Hunted Men, regia di Louis King (1938) - non accreditata
- Sing, You Sinners, regia di Wesley Ruggles (1938) - non accreditata
- The Arkansas Traveler, regia di Alfred Santell (1938) - non accreditata
- Tom Sawyer, Detective, regia di Louis King (1938)
- Paris Honeymoon, regia di Frank Tuttle (1938) - non accreditata
- Mademoiselle Zazà, regia di George Cukor (1938)
- Disbarred, regia di Robert Florey (1939) - non accreditata
- Persons in Hiding, regia di Louis King (1939)
- Cafe Society, regia di Edward H. Griffith (1939) - non accreditata
- I'm from Missouri, regia di Theodore Reed (1939) - non accreditata
- Unmarried, regia di Kurt Neumann (1939) - non accreditata
- Undercover Doctor, regia di Louis King (1939) - non accreditata
- The Gracie Allen Murder Case, regia di Alfred E. Green (1939) - non accreditata
- Grand Jury Secrets, regia di James P. Hogan (1939) - non accreditata
- The Star Maker, regia di Roy Del Ruth (1939)
- Honeymoon in Bali, regia di Edward H. Griffith (1939) - non accreditata
- What a Life, regia di Theodore Reed (1939)
- Our Neighbors - The Carters, regia di Ralph Murphy (1939) - non accreditata
- All Women Have Secrets, regia di Kurt Neumann (1939)
- Parole Fixe, regia di Robert Florey (1940) - non accreditata
- The Farmer's Daughter, regia di James P. Hogan (1940) - non accreditata
- La signora dei diamanti( (Adventure in Diamonds), regia di George Fitzmaurice (1940) - non accreditata
- Se fosse a modo mio (If I Had My Way), regia di David Butler (1940) - non accreditata
- Il ponte di Waterloo (Waterloo Bridge), regia di Mervyn LeRoy (1940)
- Those Were the Days!, regia di Theodore Reed (1940) - non accreditata
- The Way of All Flesh, regia di Louis King (1940) - non accreditata
- One Man's Law, regia di George Sherman (1940)
- Rhythm on the River, regia di Victor Schertzinger (1940) - non accreditata
- Così finisce la nostra notte (So Ends Our Night), regia di John Cromwell (1941) - non accreditata
- Silver Stallion, regia di Edward Finney (1941)
- The Bandit Trail, regia di Edward Killy (1941)
- Land of the Open Range, regia di Edward Killy (1942)

#### Televisione
- Lucy ed io (I Love Lucy) - serie TV, episodio 1x20 (1952)
- The Adventures of Ozzie and Harriet - serie TV, 27 episodi (1953-1966)
- The Phil Silvers Show - serie TV, episodio 1x09 (1955) - non accreditata
- Saints & Sinners - serie TV, episodio 1x08 (1962)
- Lucy Show (The Lucy Show) - serie TV, episodio 1x15 (1963)
- The Andy Griffith Show - serie TV, episodio 3x29 (1963)
- Valentine's Day - serie TV, 34 episodi (1964-1965)
- Per favore non mangiate le margherite (Please Don't Eat the Daisies) - serie TV, episodio 1x14 (1965)
- F.B.I. - serie TV, episodio 1x22 (1966)
- Petticoat Junction - serie TV, episodio 4x01 (1966)
- Le nuove avventure di Huckleberry Finn (The New Adventures of Huckleberry Finn) - serie TV, episodi 1x07-1x08-1x10 (1968)
- Giulia (Julia) - serie TV, episodi 1x21-2x21 (1969-1970)

### Doppiatrice

#### Cinema
- Habit Rabbit, regia di Joseph Barbera e William Hanna - cortometraggio (1963)
- Bear Hug, regia di Joseph Barbera e William Hanna - cortometraggio (1964)
- Bear Knuckles, regia di Joseph Barbera e William Hanna - cortometraggio (1964)
- I'm Just Wild About Jerry, regia di Chuck Jones e Maurice Noble - cortometraggio (1965) - Jerry
- The Story of Dr. Lister, regia di Arthur Pierson - cortometraggio (1965)
- Un uomo chiamato Flintstone (The Man Called Flintstone), regia di Joseph Barbera e William Hanna (1966)
- Catty-Cornered, regia di Abe Levitow e Chuck Jones - cortometraggio (1966) - Jerry
- The Mouse from H.U.N.G.E.R., regia di Abe Levitow e Chuck Jones - cortometraggio (1967) - Jerry, non accreditata
- Il pianeta selvaggio (La planète sauvage), regia di René Laloux (1973)
- Freedom 2000, regia di Gerard Baldwin - cortometraggio (1974)
- Heidi's Song, regia di Robert Taylor (1982)
- Unico nell'isola della magia (Yuniko mahō no shima e) - regia di Moribi Murano (1983)
- I pronipoti - Il film (Jetsons: The Movie), regia di Iwao Takamoto, Joseph Barbera, William Hanna e Richard Williams (1990)
- C'era una volta nella foresta (Once Upon a Forest), regia di Charles Grosvenor (1993)

#### Televisione
- I pronipoti (The Jetsons) - serie animata, 73 episodi (1962-1987)
- Gli antenati (The Flintstones) - serie animata, 10 episodi (1963-1966)
- Breezly and Sneezly - serie animata, episodio 1x04 (1964)
- Jonny Quest - serie animata, episodio 1x05 (1964)
- The Secret Squirrel Show - serie animata, 5 episodi (1965-1966)
- The Atom Ant Show - serie animata, 26 episodi (1965-1966)
- Precious Pupp - serie animata, 26 episodi (1965-1966)
- Get Smart - serie TV, episodio 1x20 (1966)
- Alice in Wonderland or What's a Nice Kid Like You Doing in a Place Like This?, regia di Alex Lovy - film TV (1966) - Alice
- Stanlio & Ollio (Laurel and Hardy) - serie animata, 26 episodi (1966)
- The Adventures of Superboy - serie animata, 12 episodi (1966) - Lana Lang
- I monelli dello spazio (The Space Kidettes) - serie animata, episodi sconosciuti (1966-1967) - Jerry
- Superman - serie animata, episodi sconosciuti (1966-1970) - Lana Lang
- Jack and the Beanstalk, regia di Gene Kelly - film TV (1967)
- Shazzan - serie animata, 10 episodi (1967)
- The Superman/Aquaman Hour of Adventure - serie animata, episodi sconosciuti (1967-1968) - Lana Lang
- The Atom Ant/Secret Squirrel Show - serie animata, episodi sconosciuti (1967-1968)
- I Fantastici Quattro (The Fantastic Four) - serie animata, episodio 1x16 (1967)
- Gianni e Pinotto (Abbott & Costello) - serie animata, episodio 1x23 (1968)
- Sally Sargent, regia di Fred Calvert - cortometraggio TV (1968)
- Wacky Races - serie animata, 17 episodi (1968-1969) - Penelope Pitstop
- Around the World in 79 Days - serie animata, 17 episodi (1969)
- Cattanooga Cats - serie animata, 17 episodi (1969)
- Le avventure di Penelope Pitstop (The Perils of Penelope Pitstop) - serie animata, 17 episodi (1969-1970)
- Josie e le Pussycats (Josie and the Pussycats) - serie animata, 16 episodi (1970-1971)
- Napo, orso capo (Help!... It's the Hair Bear Bunch!) - serie animata, 11 episodi (1971)
- Il fantasma bizzarro (The Funky Phantom) - serie animata, 17 episodi (1971-1972)
- The ABC Saturday Superstar Movie - serie animata, episodio 1x13 (1972)
- SPQR - Sembrano proprio quasi romani (The Roman Holidays) - serie animata, episodi 1x06-1x12 (1972)
- A Christmas Story, regia di Joseph Barbera e William Hanna - film TV (1972)
- Charlie Chan - serie animata, 16 episodi (1972)
- Josie and the Pussy Cats in Outer Space - serie animata, 16 episodi (1972)
- Around the World in Eighty Days - serie animata, episodi 1x07-1x10-1x14 (1972-1973)
- Speciale Scooby (The New Scooby-Doo Movies) - serie animata, 8 episodi (1972-1973) - Nonna Addams
- Inch High l'occhio privato (Inch High, Private Eye) - serie animata, 13 episodi (1973)
- La fantastica Jeannie (Jeannie) - serie animata, 16 episodi (1973)
- Speed Buggy - serie animata, 16 episodi (1973)
- La famiglia Addams (The Addams Family) - serie animata, 16 episodi (1973) - Mortiria Addams, Nonna Addams
- Lupo De' Lupis (Loopy de Loop) - serie animata, 1x39-1x42-1x44 (1973-1974)
- These Are the Days - serie animata, episodi 1x05-1x08 (1974)
- La furia di Hong Kong (Hong Kong Phooey) - serie animata, episodi sconosciuti (1974-1975)
- Heidi (Arupusu no shōjo Haiji) - serie animata, episodi sconosciuti (1975)
- Gli inseparabili rivali con Tom & Jerry (The New Tom & Jerry Show) - serie animata, episodi sconosciuti (1975-1977)
- The Tiny Tree, regia di Chuck Couch - film TV (1975)
- La gang dei segugi (Clue Club) - serie animata, episodi 1x01-1x02 (1976)
- Jabber Jaw (Jabberjaw) - serie animata, 16 episodi (1976)
- The Scooby-Doo/Dynomutt Hour - serie animata, 8 episodi (1976-1978)
- The Scooby-Doo Show - serie animata, 40 episodi (1976-1978)
- Posse Impossible - serie animata, 13 episodi (1977)
- Undercover Elephant - serie animata, 13 episodi (1977)
- Gli orsi radioamatori (C B Bears) - serie animata, 13 episodi (1977)
- Blast-Off Buzzard - serie animata, 13 episodi (1977)
- Heyyy, It's the King! - serie animata, 13 episodi (1977)
- Shake, Rattle and Roll - serie animata, 13 episodi (1977)
- Captain Caveman and the Teen Angels - serie animata, 39 episodi (1977-1980)
- Il piccolo principe (Hoshi no ojisama Petit Prince) - serie animata, episodi sconosciuti (1978)
- La corsa spaziale di Yoghi (Yogi's Space Race) - serie animata, 13 episodi (1978)
- I buffoni dello spazio (Galaxy Goof-Ups) - serie animata, 13 episodi (1978)
- Gatchaman - Battaglia dei pianeti (Kagaku ninjatai Gatchaman) - serie animata, 85 episodi (1978-1980)
- The New Fred and Barney Show - serie animata, episodi 1x01-1x03-1x06 (1979)
- Gulliver's Travels - film TV (1979)
- Godzilla - serie animata, 13 episodi (1979)
- The Plastic Man Comedy/Adventure Show - serie animata, 19 episodi (1979-1980)
- Super Friends - serie animata, episodio 5x04 (1980) - Hawkgirl
- Il Natale con Yogi (Yogi's First Christmas), regia di Gerry Chiniquy, Ray Patterson, Hawley Pratt e Gerard Baldwin - film TV (1980) - Cindy
- Isidoro Show (Heathcliff) - serie animata, 13 episodi (1980)
- ABC Weekend Specials - serie animata, 7 episodi (1980-1983)
- Richie Rich (Ri¢hie Ri¢h) - serie animata, 34 episodi (1980-1983)
- Thundarr il barbaro (Thundarr the Barbarian) - serie animata, episodio 2x03 (1981) - Circe
- Le allegre avventure di Scooby-Doo e i suoi amici (The Ri¢hie Ri¢h/Scooby-Doo Show) - serie animata, 8 episodi (1981)
- Daniel Boone, regia di Geoff Collins - film TV (1981)
- L'uomo ragno e i suoi fantastici amici (Spider-Man and His Amazing Friends) - serie animata, 24 episodi (1981-1983) - Shanna
- I Puffi (Smurfs) - serie animata, 20 episodi (1981-1989)
- Jokebook - serie animata, episodi sconosciuti (1982)
- Scooby-Doo & Scrappy-Doo - serie animata, episodio 4x01 (1982)
- The Gary Coleman Show - serie animata, episodi 1x01-1x02 (1982)
- Yogi Bear's All-Star Comedy Christmas Caper, regia di Steve Lumley - film TV (1982)
- The Puppy's Further Adventures - serie animata, episodio 1x02 (1982)
- The New Scooby and Scrappy-Doo Show - serie animata, episodio 1x01 (1983)
- Pac-Man - serie animata, episodio 2x01 (1983)
- Mister T - serie animata, episodio 1x01 (1983)
- The Dukes - serie animata, 7 episodi (1983)
- Beauty and the Beast, regia di Rudy Larriva - film TV (1983)
- Alvin rock 'n' roll - serie animata, 13 episodi (1983)
- Rubik, the Amazing Cube - serie animata, 13 episodi (1983)
- Saturday Supercade - serie animata, 13 episodi (1983)
- The New Scooby-Doo Mysteries - serie animata, episodio 1x01 (1984)
- Felice anno nuovo, Charlie Brown (Happy New Year, Charlie Brown), regia di Sam Jaimes e Bill Melendez - cortometraggio TV (1985)
- Return to Mayberry, regia di Bob Sweeney - film TV (1986)
- Alice Through the Looking Glass, regia di Andrea Bresciani e Richard Slapczynski - film TV (1987) - Alice, Regina Rossa
- I pronipoti incontrano gli antenati (The Jetsons Meet the Flintstones), regia di Don Lusk e Ray Patterson - film TV (1987)
- La caccia al tesoro di Yoghi (Yogi's Treasure Hunt) - serie animata, episodi 2x07-3x01-3x05 (1987) - Penelope Pitstop
- Snoopy: The Musical, regia di Sam Jaimes - film TV (1988)
- Rockin' with Judy Jetson, regia di Paul Sommer e Ray Patterson - film TV (1988)
- The Canterville Ghost, regia di Monica Kendall e Ed Newmann - film TV (1988)
- Dink, the Little Dinosaur - serie animata, episodi sconosciuti (1989-1991)
- Wake, Rattle & Roll - serie animata, episodi sconosciuti (1990-1992)
- Kid 'n' Play - serie animata, 13 episodi (1990)
- Tom & Jerry Kids Show - serie animata, episodio 3x21 (1992)
- I Flintstones - Yabba Dabba Do! (I Yabba-Dabba Do!), regia di William Hanna -film TV (1993)
- Droopy: Master Detective - serie animata, episodio 1x01 (1993)
- Flintstones - Lieto evento a Hollyrock (Hollyrock-a-Bye Baby), regia di William Hanna -film TV (1993)
- Puss In Boots, regia di Aleksandr Davydov - film TV (1997)
- King of the Hill - serie animata, episodio 3x09 (1998)
- Pinky, Elmyra & the Brain - serie animata, episodio 1x25 (1999)
- Adventures in Odyssey - serie animata, episodio 18x22 (2004)

#### Videogiochi
- The Flintstones: Bedrock Bowling (2000)
- Wacky Races (2000) - Penelope Pitstop

## Radio
- Big Town (1941)
- Lux Radio Theater (1941-1943)
- One Man's Family (1941-1945)
- Dr. Christian (1942-1948)
- Mayor of the Town (1943)
- Cavalcade of America (1943-1945)
- The Dinah Shore Program (1944)
- The Gallant Heart (1944)
- The Charlotte Greenwood Show (1944)
- Lady of the Press – Sandra Martin (1944-1945)
- The Adventures of Ozzie and Harriet (1944-1954)
- Major Bowes' Shower of Stars (1945)
- Songs by Sinatra (1945-1947)
- The Eddie Bracken Show (1945-1947)
- People are Funny (1945-1952)
- Request Performance (1945)
- Favorite Story (1946-1948)
- Meet Corliss Archer (1946-1956)
- The Fabulous Dr. Tweedy (1947)
- The Camel Screen Guild Theatre (1947)
- The Great Gildersleeve (1947)
- The Mel Torme Show (1948)
- Family Theater (1948)
- Screen Directors Playhouse (1949)
- Errand of Mercy (1949)
- Philco Radio Time (1949)
- Four Star Playhouse (1949)
- Young Love (1949-1950)
- The Halls of Ivy (1950)
- My Favorite Husband (1951)
- The Railroad Hour (1951-1953)
- Stars over Hollywood (1954)
- Heartbeat Theatre (1958-1964)
- Whispering Streets (1961)
- The Hollywood Radio Theater (1973)
- CBS Radio Mystery Theater (1975)
- Alien Worlds (1979)
- Sears Radio Theater (1979-1980)
- Adventures in Odyssey (1992-2012)

## Doppiatrici italiane
Da doppiatrice è sostituita da:
- Laura Boccanera ne I pronipoti incontrano gli antenati (Judy Jetson), I pronipoti (terza edizione)
- Germana Dominici ne I puffi, Josie e le Pussycats
- Anna Teresa Eugeni ne La famiglia Addams (Mortiria Addams)
- Lisa Mazzotti ne I pronipoti (quarta edizione)
- Francesca Palopoli ne La famiglia Addams (Nonna Addams)
- Anna Rita Pasanisi in Wacky Races
- Giò Giò Rapattoni ne I pronipoti (terza edizione)
- Claudia Razzi ne I pronipoti incontrano gli antenati (computer femmina)
- Silvia Tognoloni in Shazzan